# نهائي كأس خادم الحرمين الشريفين 2012
نهائي كأس خادم الحرمين الشريفين 2012	 هي المباراة النهائية لبطولة كأس خادم الحرمين الشريفين للأبطال 2012، أقيمت في يوم 18 مايو 2012، على استاد الأمير عبد الله الفيصل بمدينة جدة في السعودية، بين نادي النصر ونادي الاهلي وفاز بها نادي الاهلي بعد تغلبه على النصر باربع اهداف مقابل هدف.

## تفاصيل المبارة
| الأهلي | 1-4 | النصر |
| ------ | --- | ----- |
| 4      |     | 1     |

| الاهلي | النصر |